# 11 Transistor
| Recensione | Giudizio |
| ---------- | -------- |
| AllMusic   |          |

11 Transistor è l'album d'esordio del gruppo musicale statunitense Lazlo Bane, pubblicato nel 1997.

## Tracce
1. I'll Do Everything – 3:21 (Fischer, Simon)
2. Wax Down Wings – 4:05 (Fischer)
3. Flea Market Girl – 3:55 (Fischer, Hunter)
4. Buttercup – 3:44 (Fischer, Workman)
5. 1975 – 2:50 (Fischer)
6. View from the Pavement – 4:25 (Fischer, Workman)
7. Sleep – 4:51 (Fischer)
8. Novakane – 2:37 (Fischer)
9. Last Black Jelly Bean – 2:11 (Fischer)
10. Overkill – 4:13 (Hay)
11. Midday Train – 3:55 (Fischer)
12. Silenzio – 3:50
13. The Birthday Song (Ghost track) – 1:14

Durata totale: 45:11